# Ковтун, Виктор Николаевич

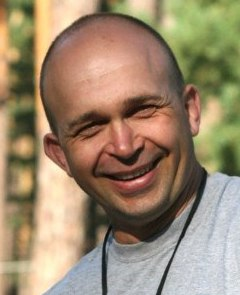
Ковтун Виктор Николаевич

Виктор Николаевич Ковтун (родился 25 ноября 1965 года) — известный советский и российский регбист и игрок в регбилиг, мастер спорта СССР, позже российский регбийный тренер. В настоящем: профессиональный коуч бизнес-команд, Executive-коуч. Член ICF. Лицензированный преподаватель World Rugby. Директор Международной программы GET INTO RUGBY в России. Основатель тэг-регби в России. Мастер спорта СССР. Экс-игрок сборной России по регби лиг. Российский тренер и наставник тренеров и команд с международной аккредитацией.

## Биография
Воспитанник школы московского клуба «Слава», бронзовый призёр чемпионата СССР по регби 1983 года в составе «Славы». Играл также за дубль клуба. Мастер спорта СССР (28 марта 1984). Был в заявке сборной СССР на игры чемпионата Европы 1984 года (5-е место).
В 1986 году был назначен главным тренером команды Забайкальского военного округа, в 1988—1993 годах — тренер ДЮСШ «Славы». В 1991 году окончил Московский областной педагогический институт им. Н.К. Крупской, факультет физического воспитания, специальность «учитель физкультуры». В 1994—1999 годах играл за сборную России по регби-13.
В 1998 году стал президентом спортивного клуба «Норд», в 2005—2010 годах — директор ГБУ «Норд-СВАО». В 2011—2013 годах — тренер ДЮСШ по регби МГДТДМ «Марьино». С 2011 по 2016 годы был главным судьёй Московской школьной лиги регби и ведущим специалистом Центра организационного-методического обеспечения физического воспитания при Департаменте образования города Москвы. В 2013—2019 годах — тренер и старший тренер CШОР №103 «Южное Тушино» Москомспорта. Провёл подготовку 34 регбистов России.
Работает в сборных России с 2016 года. В 2016—2017 годах — тренер сборной России U-18, в 2018 — менеджер сборной России U-20. В 2018 году был назначен директором международной программы «Займись регби — Get Into Rugby» (организатор — World Rugby) в России, занимался организацией семинаров для учителей физической культуры в школах России по разновидностям регби. С 2019 года — тренер по регби в Центре олимпийской подготовки Мосскомспорта и главный тренер сборной России по регби-7 (юноши до 18 лет). Также занимает пост тренера женской команды «Слава».

## Комментарии
1. ↑  По другим данным — 24 декабря 1965 года[1]